# Montilliers
Montilliers é uma comuna francesa na região administrativa da Pays de la Loire, no departamento de Maine-et-Loire. Estende-se por uma área de 26,36 km². Em 2010 a comuna tinha 1 249 habitantes (densidade: 47,4 hab./km²).